# Геологія Туркменістану
Геологічна будова Туркменістану.
Територія Туркменістану входить до складу Альпійсько-Гімалайського складчастого пояса і займає частину 3-х великих тектонічних елементів: епігерцинської платформи (південне закінчення Туранської плити), альпійської складчастої області (Західно-Туркменська западина, гірські складчасті підняття Великий Балхан і Копетдаг, Передкопетдазький крайовий прогин) і епіплатформного орогену (Гаурдак-Кугітанзька область піднять).
Туранська плита в Туркменістані містить: палеозойський складчастий фундамент, складений дислокованими й метаморфізованими осадовими і магматичними породами, що залягають на глибині 1-15 км (Мургабська западина); верхньопалеозойсько-тріасовим комплексом ефузивно-осадових відкладів, який плащевидно залягає на породах фундаменту (потужність до 1 км), відсутній на склепіннях, а в ґрабенах і прирозломних прогинах (потужність — декілька км) суттєво складчастий; мезозойсько-кайнозойським осадовим чохлом. Юрський комплекс потужністю близько 1000 м представлений в нижній і середній частині переважно теригенними континентальним відкладами, у верхній — теригенно-карбонатними морськими утвореннями. Крейдовий комплекс (до 2500 м) складений карбонатними, теригенними строкато-кольоровими, сіро-кольоровими й глинисто-карбонатними породами. Палеоген-нижньоміоценовий (морський комплекс) представлений глинисто-карбонатними, глинисто-піщаними й піщаними відкладами (до 3000 м). Неоген-четвертинний комплекс (до 2000 м) складений переважно теригенними морськими відкладами на заході й континентальними на сході й в центральних районах. З осадовим чохлом Туранської плити в Туркменістані пов'язані великі родовища газу, вугілля, целестину, каолінових глин, нерудних будівельних матеріалів, кам'яної і калійної солей.
Структурні елементи альпійської складчастості сформувалися на місці геосинклінальної області, що існувала в юрі, крейді й палеогені. Верхній комплекс альпійської області виконаний платформними й орогенними формаціями потужністю 2-8 км (Західно-Туркменська западина). З осадовим комплексом Великого Балхану пов'язані прояви залізних і молібденових руд, родовища агатів і гірського кришталю, бентонітових глин, нерудних будівельних матеріалів. У осадових відкладах Копетдагу виявлені родовища бариту і вітериту, прояви поліметалічних, ртутних і сірчаних руд, родовища керамзитових і керамічних глин, кварцових пісків, запаси прісних і йодистих промислових вод.
У осадовому чохлі Західно-Туркменської западини зосереджені основні нафтові родовища, дрібні газові, родовища йодобромних вод і нерудних будівельних матеріалів. Неоген-четвертинний комплекс, складений переважно червонокольоровою моласою потужністю від сотень м до 2-3 км, нагромаджувався в окремих прогинах. З цією областю пов'язані родовища вугілля, сірки, калійних і кам'яних солей, йодобромних вод, мідистих пісковиків, целестину, гіпсу, ангідритів, нерудних будівельних матеріалів. Основні структурні елементи території Туркменістану розвивалися з пізньопалеозойського часу. Найзначніші перебудови, що визначили основні риси сучасного ландшафту, відбулися в неоген-четвертинний період.